# Nemastomataceae
Nemastomataceae, porodica crvenih algi iz reda Nemastomatales, dio podrazreda Rhodymeniophycidae. Sastoji se od četiri roda s 33 vrste. Porodica je menovana po rodu Nemastoma.

## Rodovi
1. Adelophycus Kraft
2. Itonoa Masuda & Guiry
3. Nemastoma J.Agardh
4. Predaea G.De Toni [De Toni fil.]